# Кіриська ГРЕС
Кіриська ГРЕС (рос. Киришская ГРЭС, офіційно — Філія ПАТ «ОГК-2» — Кіриська ГРЕС) — найбільша теплова електростанція ОЕС Північно-Заходу Росії. Розташована в місті Кіриші Ленінградської області, на річці Волхов, за 150 км на південний схід від міста Санкт-Петербург.

## Загальні відомості
Встановлена електрична потужність ГРЕС на кінець 2013 року становила 2595 МВт (в тому числі 300 МВт — теплофікаційна частина), теплова — 1 234 Гкал/год.
Проектним видом палива був мазут, згодом енергетичні та водогрійні котли були переведені на спалювання природного газу. На даний момент мазут є резервним і розпалювальним паливом.
Устаткування Кіриської ГРЕС пристосоване до швидкого набору навантаження в період дефіциту потужності в системі, а також до її швидкого скидання в періоди системного надлишку потужності, що дозволяє станції брати участь в системному регулюванні .
ГРЕС забезпечує теплопостачання і гаряче водопостачання міста Кіриші, а також постачає тепловою енергією підприємства промислового, будівельного і сільськогосподарського профілю. Кіриська ГРЕС поставляє більше 43 % теплоти від загального обсягу, реалізованого станціями ВАТ «ОГК-2» .

## Конденсаційна електростанція (КЕС)
КЕС Кіриської ГРЕС орієнтована в основному на поставки електричної енергії і потужності на гуртовий ринок електроенергії (в енергосистему), а також використовується для системного регулювання в ОЕС Північно-Заходу. Конденсаційна частина Кіриської ГРЕС складається з шести енергоблоків потужністю 300 МВт кожен. Три з них представляють дубль-блоки турбін К-300-240 ЛМЗ з котлами ТГМП-114), три — моноблоки турбін цього типу з котлами ТГМП-324А і ТГМП-324.
На енергоблоках № 1,2,4,5 встановлені турбоживильних насоси типу СВПТ-340-1000 ЛМЗ, на енергоблоці № 6 — типу ПН-1135-340 і на блоці № 3 — ПТН-1150-340-М.
До червня 2004 року в котлах спалювався тільки мазут марки М-100. 7 червня 2004 року було здійснено пуск на природному газі блоку № 3. 16 березня 2004 року блок № 6 переведений на спалювання газового палива, газифікація КЕС була завершена. В кінці 2011 року блок № 6 був включений до складу ПГУ-800 зі збільшенням його потужності на 500 МВт.

### Теплоелектроцентраль (ТЕЦ)
ТЕЦ орієнтована на поставки енергоресурсів в основному на локальний ринок і призначена для забезпечення електричною і тепловою енергією Кіриської промзони і міста Кіриші. На теплофікаційній частині встановлено 6 котлоагрегатів типу ТГМ-84 паропродуктивністю по 420 т/год, турбоагрегати типу: ПТ-50-130 / 7 (2 од.), ПТ-60-130 / 13 (2 од.), Р-50 130 (2 од.) з генераторами типу ТВФ-60-2, 2 пікові водогрійні котли типу КВГМ-100. Параметри теплофікаційного обладнання: тиск — 130 кг/см2, температура — 545 С. Сумарна потужність турбоагрегатів — 300 МВт.

## Історія
Будівництво ТЕС було розпочато в 1961 році, після постанови Ради Міністрів РСФСР № 1543 від 26 грудня того ж року, «Про затвердження проектного завдання на будівництво Кіриської ГРЕС». Введення в дію першої черги теплофікаційної частини ГРЕС сталося 2 жовтня 1965 року. Подальший розвиток станції :
- 1966 рік — введення в дію 2-го і 3-го котлоагрегатів ТЕЦ, кожен продуктивністю 420 т/год пари, і другої турбіни теплофікаційної частини потужністю 60 МВт (тип ПТ-60-130 / 13);
- 1967 рік — введення в експлуатацію турбіни № 3 потужністю 50 МВт типу ПТ-50-130/7 і завершення будівництва 1-ї черги ТЕЦ, розпочато будівництво головного корпусу конденсаційної частини ГРЕС;
- 1969 рік — введення 1-го енергоблоку потужністю 300 МВт на конденсаційної частини ГРЕС;
- 1970 рік — введений 2-й блок потужністю 300 МВт;
- 1970 рік — введений 3-й блок потужністю 300 МВт, що завершило введення в експлуатацію енергоблоків з 2-корпусними котлоагрегатами;
- 1971 рік — введений 4-й енергоблок потужністю 300 МВт другої черги, для нього вперше у вітчизняній енергетиці використовувався головний однокорпусний газощільний котлоагрегат під наддувом;
- 1973 рік — введення в експлуатацію 5-го блоку 300 МВт другої черги;
- 1974 року — введення в експлуатацію котлоагрегату № 4 ТЕЦ і його турбіни, потужністю 60 МВт;
- 1975 року — введено 6-й блок потужністю 300 МВт;
- 1976 року — введення 5-го котлоагрегату продуктивністю 420 т/год пари і 5-ї турбіни потужністю 50 МВт;
- 1979 рік — введення в експлуатацію турбіни типу Р-50-130, потужність Кіриської ГРЕС досягла 2120 МВт;
- 1983 рік — введений в експлуатацію 6-й котлоагрегат продуктивністю 420 т/год пари;
- 1999 рік — введений в експлуатацію пусковий комплекс № 1 по переводу блоків № 3 і 4 на спалювання газового палива;
- 2001 рік — на спалювання природного газу переведений блок № 5;
- 2001 рік — блок № 2 переведений на спалювання природного газу;
- 2002 рік — РАО "ЄЕС Росії" було прийнято рішення про виведення Кіриської ГРЕС на гуртовий ринок електроенергії;
- 2003—2004 рр — ВАТ «Кіриськая ГРЕС» вийшло на ФОРЕМ, 1, 2, і 3-6 блоки ТЕС переведені на спалювання природного газу;
- 2006 рік — ОГК-6 і КИНЕФ уклали попередній договір про приєднання заводу глибокої переробки нафти ТОВ «КИНЕФ» до потужностей Кіриської ГРЕС, будівництво ПГУ-800 на Кіришської ГРЕС включено до переліку пріоритетних проектів ОЕС Північно-Заходу. Газовими турбінами обрані SGT-5-4000F виробництва Siemens, які повинні бути встановлені на блоці № 6, що збільшує його загальну потужність на 500 МВт до 800 МВт. Дві компанії заявили про готовність до співпраці в сфері довгострокового сервісного обслуговування майбутнього обладнання.
- 2011 рік — запуск обладнання ПГУ-800 в експлуатацію було заплановано на IV квартал 2011 року, в липні 2011 року відбулося його під'єднання до мережі для пусконалагоджувальних робіт[3] . У листопаді того ж року Кіриська ГРЕС увійшла до складу ВАТ ОГК-2 в результаті поглинання цією компанією колишнього власника ТЕС .

### Енергоблок ПГУ-800
Станом на 2011 рік, парогазовий енергоблок ПГУ-800 Кіришської ГРЕС є найпотужнішим блоком цього типу в Росії. В основу роботи блоку покладено цикл трьох тисків, що дозволяє (згідно з проектом) досягти електричного ККД 55,5 % (ККД існуючого парового циклу 34,8 %) .
За проектом проведена надбудова існуючої парової турбіни шостого блоку Кіриської ГРЕС потужністю 300 МВт двома газовими турбінами потужністю по 279 МВт кожна з двома котлами-утилізаторами барабанного типу. На існуючої паровій турбіні шостого енергоблоку проведена реконструкція з урахуванням її використання в складі парогазової установки (ПГУ). При роботі в складі ПГУ встановлена потужність парової турбіни складає близько 260 МВт.
Парогазова установка складається з парової турбіни К-245-13,3 потужністю 240 МВт, двох газових турбін SGT5-4000F потужністю 279 МВт кожна з двома котлами-утилізаторами П-132.

### Цікавий факт

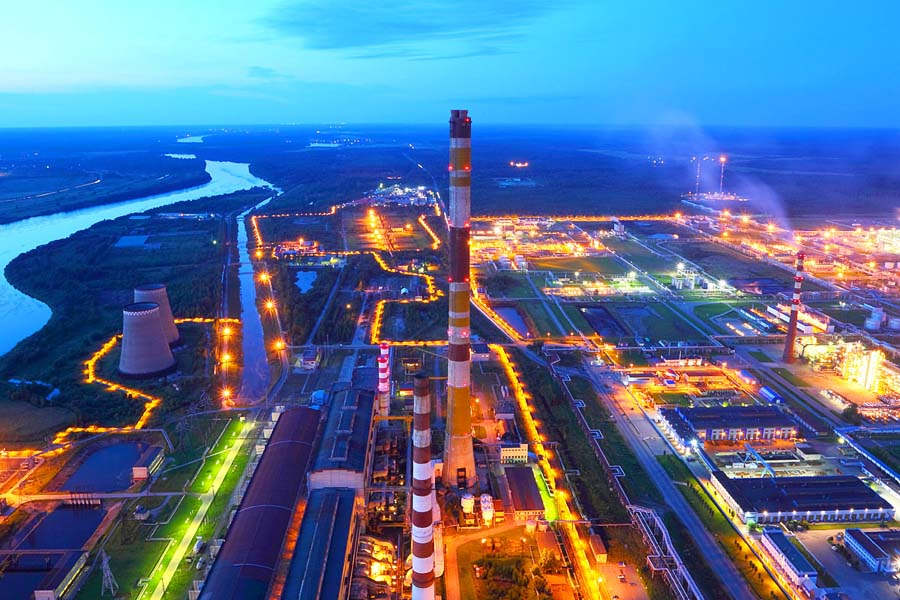
Кіриська ГРЕС. Нічний вид зверху з димової труби 320 м

Дві димові труби Кіриської ГРЕС (320 м) є найвищими точками Ленінградської області .